# Çërravë
Çërravë è una frazione del comune di Pogradec in Albania (prefettura di Coriza).
Fino alla riforma amministrativa del 2015 era comune autonomo, dopo la riforma è stato accorpato, insieme agli ex-comuni di Buçimas, Dardhas, Pogradec, Proptisht, Trebinjë, Velçan e Udenisht a costituire la municipalità di Pogradec.

## Località
Il comune era formato dall'insieme delle seguenti località:
- Cerrave
- Blace
- Bletas
- Alarup
- Grapovice
- Nishavec
- Kodras
- Leshnice
- Lumas
- Pretushe
- Qershiz